# Duro como la roca, frágil como el cristal
Duro como la roca, frágil como el cristal fue una telenovela
argentina emitida entre los años 1985 y 1986. Protagonizada por Pablo Alarcón, Selva Alemán y Bárbara Mujica. Coprotagonizada por Ana María Cores, Salo Pasik, Sergio Corona, Gracia de María, Elvira Vicario y Alejandro Rodrigo. También, contó con las actuaciones especiales de Mario Luciani y los primeros actores Eloísa Cañizares, María Concepción César, Carlos Estrada, Carmen Vallejo y Elena Lucena.

## Argumento
Un albañil (Alarcón) poco adinerado luchará por el amor de su prima (Alemán), que tiene una posición económica y social más acomodada. En medio de esa relación, por momentos clandestina, deberá enfrentar situaciones financieras inesperadas y, de manera insólita, llegará él mismo a solventar los gastos de sus parientes ricos, especialmente cuando su tío y padre de su amada tenga que sacar a flote la clínica que posee. 

## Elenco
- Selva Alemán
- Pablo Alarcón
- Bárbara Mujica
- María Concepción César
- Alejandro Rodrigo
- Eloisa Cañizares
- Ana María Cores
- Carlos Estrada
- Carmen Vallejo
- Carlos Mena
- Carlos La Rosa
- Elena Lucena
- Rey Charol
- Ana María Giunta
- Eduardo Blanco
- Osvaldo Laport
- Orlando Carrio
- Mercedes Alonso
- Jessica Schultz
- Ricardo Bauleo
- Salo Pasik

## Recepción y críticas
Con libros de Daniel Delbene y Jorge Nuñez,
la telenovela se emitió por Canal 9 y debido a los altos índices de audiencia obtenidos, se prolongó casi dos años, algo poco usual en las telenovelas de entonces.